# 삼부루현

삼부루현

삼부루현(Samburu County)은 케냐를 구성하는 47개 현 가운데 하나로 현도는 마랄랄이며 면적은 20,182.5km2, 인구는 223,947명(2009년 기준)이다. 2013년에 실시된 행정 구역 개편에 따라 리프트밸리주에서 분리되어 신설되었다. 북쪽으로는 마르사비트현, 동쪽으로는 이시올로현, 남쪽으로는 라이키피아현, 남서쪽으로는 바링고현, 서쪽으로는 투르카나현과 접한다.

## 인구
| 연도    | 인구    | ±%     |
| ------- | ------- | ------ |
| 1979    | 76,908  | —      |
| 1989    | 108,884 | +41.6% |
| 1999    | 143,547 | +31.8% |
| 2009    | 223,947 | +56.0% |
| 2019    | 310,327 | +38.6% |
| source: |         |        |